# Pitxineika
Pitxineika (en rus: Пичинейка) és un poble de la República de Mordòvia, a Rússia, segons el cens del 2010 tenia 19 habitants, pertany al municipi de Kirjemani.